# El enano maldito acota...

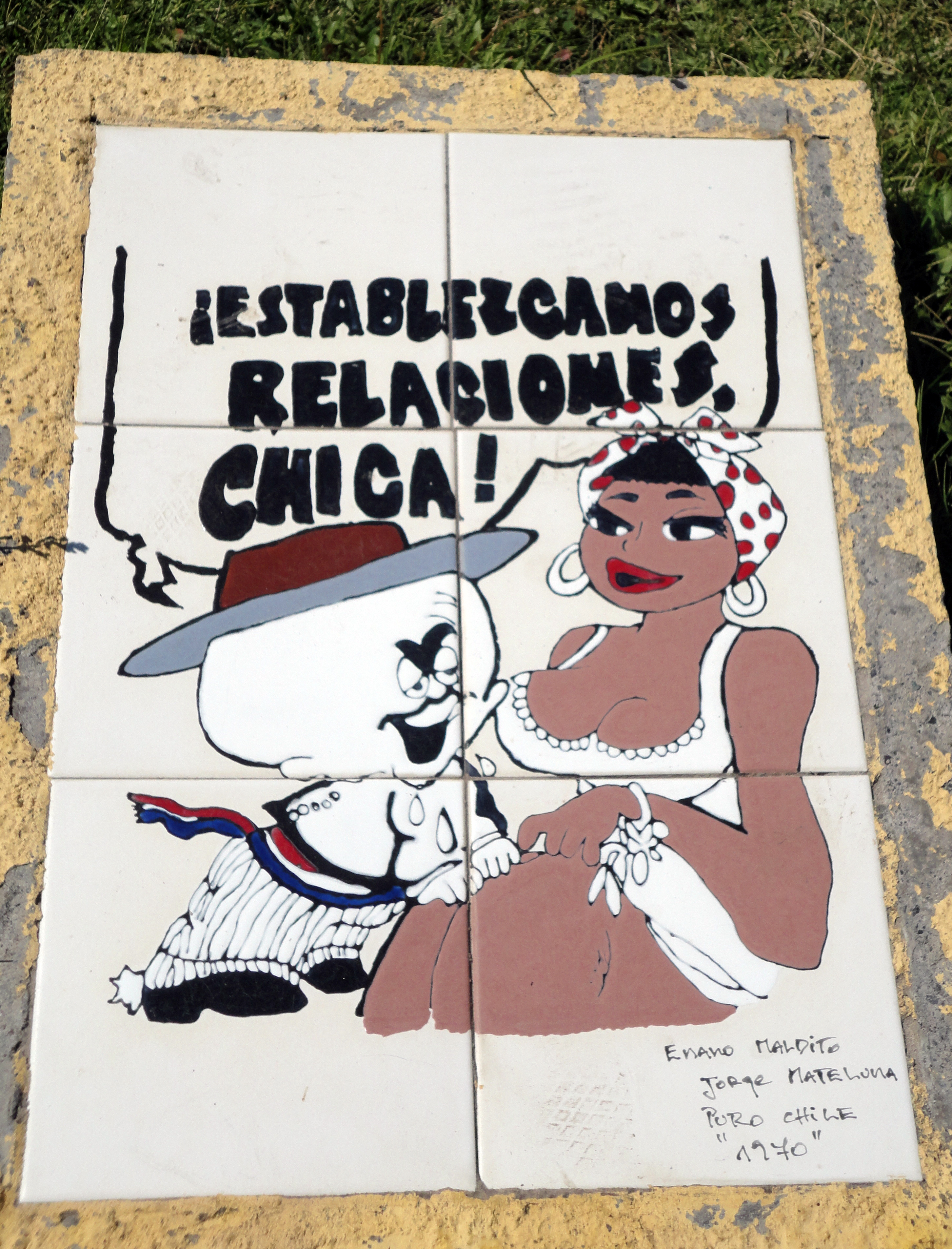
El Enano Maldito en una cerámica del Parque del cómic de San Miguel, Santiago de Chile.

«El enano maldito acota...» es un sencillo del grupo chileno Quilapayún, lanzado originalmente en Chile en 1971 por el sello Dicap.
Las canciones del lado A y lado B fueron compuestas por Sergio Ortega, e inspiradas en la caricatura El Enano Maldito, cuyas tiras cómicas fueron publicadas en el periódico Puro Chile entre 1970 y 1973. El personaje puede apreciarse en la portada de la carátula haciendo de chinchinero, junto con caricaturas de los miembros de Quilapayún.
Ese mismo año aparece un EP de Nano Parra inspirado en el mismo personaje, llamado Desviaron un avión hacia Cuba / Pensamiento del enano maldito.

## Lista de canciones
| Lado A |                             |               |          |  |
| N.º    | Título                      | Escritor(es)  | Duración |  |
| 1.     | «El enano maldito acota...» | Sergio Ortega |          |  |

| Lado B |                             |               |          |  |
| N.º    | Título                      | Escritor(es)  | Duración |  |
| 2.     | «...atoca otidlam onane le» | Sergio Ortega |          |  |